# وحشية (أعزاز)
وحشية  قرية سوريّة تتبع إداريّاً لمحافظة حلب منطقة أعزاز ناحية مارع، بلغ تعداد سكانها 272 نسمة حسب التعداد السكاني لعام 2004.